# Тормозная рычажная передача
Тормозная рычажная передача — устройство для передачи усилия от поршня тормозного цилиндра через шток или усилия привода ручного тормоза на тормозные колодки, которые при торможении прижимаются к поверхности катания колёс.

## Конструкция
Тормозная рычажная передача состоит из:
- горизонтальных и вертикальных рычагов
- триангелей или траверс с башмаками и тормозными колодками шарнирно соединёнными тягами, затяжками и распорками.

Конструкция тормозной рычажной передачи зависит от:
- числа тормозных цилиндров и места их расположения (симметричное и несимметричное относительно вагонных тележек)
- числа тормозных колодок, действующих на колесо
- расположения колодок относительно колёс (одностороннее или двустороннее)

В тормозной рычажной передаче используются чугунные и композиционные тормозные колодки. Различные нажатия в соответствии с типом тормозных колодок достигаются изменением передаточного числа тормозной рычажной передачи путём перестановки валиков затяжки горизонтальных рычагов.
Передаточным числом тормозной рычажной передачи называется отношение теоретического значения суммарного нажатия всех тормозных колодок к усилию, создаваемому штоком поршня тормозного цилиндра.
В ряде случаев используют тормозные рычажные передачи, в которых цилиндры небольших размеров непосредственно воздействуют на тормозные колодки.